# Croatizzazione

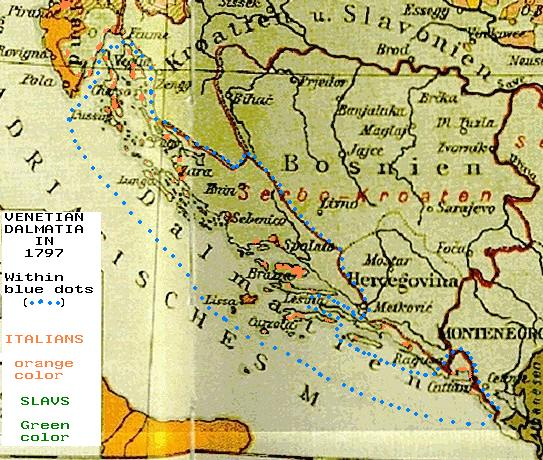
Mappa linguistica austriaca del 1896, su cui sono riportati i confini (segnati con pallini blu) della Dalmazia veneziana nel 1797. In arancione sono evidenziate le zone dove la lingua madre più diffusa era l'italiano, mentre in verde quelle dove erano più diffuse le lingue slave

Croatizzazione (in croato kroatizacija o pohrvaćenje) è un termine utilizzato per indicare alternativamente:
- il processo - volontario o forzato - di assimilazione culturale nel quale delle popolazioni o delle singole persone non croate o parzialmente croate divennero croate;
- il fenomeno appropriativo di inserimento nella storia o nella cultura croata di opere o personaggi totalmente o parzialmente non croati o comunque di non chiara identificazione nazionale[1].

## Inquadramento storico

### Il lungo rapporto con l'Ungheria

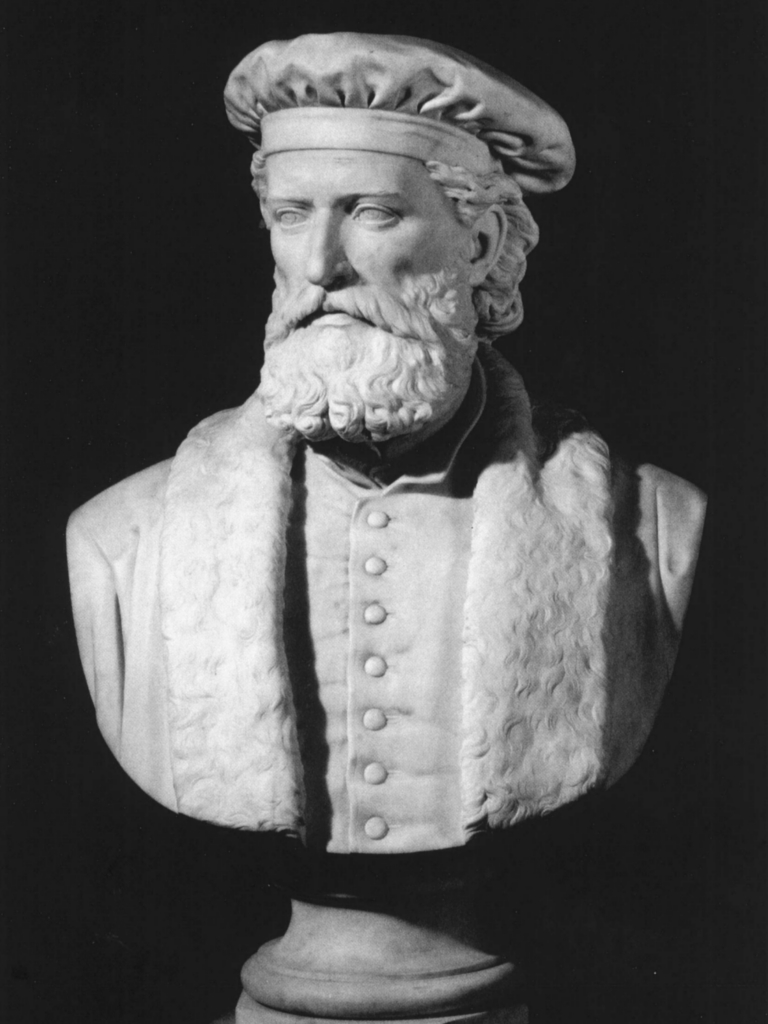
Marco Polo ha subito un tentativo di "croatizzazione" da parte di alcuni studiosi croati che hanno ipotizzato fosse nato a Curzola, isola dalmata all'epoca parte della Repubblica di Venezia.

L'intreccio fra la storia croata e quella ungherese data dall'XI secolo.
Nell'895 ha inizio la conquista della pianura pannonica a opera delle stirpi ungare. Il loro insediamento provocò una divisione all'interno dell'area linguistica slava: da quel momento in poi non vi fu più alcun contatto geografico tra lo slavo orientale e occidentale da un lato e lo slavo meridionale, a cui fa capo anche il croato, dall'altro.
Alla morte del re croato Zvonimir (1089) si scatenò una lotta fra i pretendenti al trono, nella quale un ruolo importante venne giocato dalla vedova di Zvonimir, Jelena, che tramava per annettere il Regno di Croazia all'Ungheria governata dal fratello Ladislao. La nobiltà croata e il clero elessero rex Croatorum il nobile Petar Svačić, che dovette immediatamente lottare contro l'invasione ungherese.
La lotta durò per anni, fino a quando - alla morte di Ladislao - non salì al trono il nipote Colomanno (Kalman), che riunì un enorme esercito al fine di spezzare la resistenza croata: nella Battaglia del Monte Gvodz (1097) gli ungheresi sbaragliarono l'esercito croato e lo stesso Petar Svačić fu ucciso. L'episodio assume tuttora una grande importanza simbolica per la storia croata: Petar Svačić fu l'ultimo re croato (la montagna sulla quale morì viene tuttora denominata in suo onore Petrova Gora - la montagna di Pietro), ma fu in base agli accordi successivamente stipulati fra dodici famiglie nobili croate e re Colomanno (i cosiddetti pacta conventa del 1102) che venne definita l'unione delle terre dell'antico Regno di Croazia col Regno d'Ungheria, che sarebbe durata fino al 1918. I pacta conventa - ritenuti molto probabilmente un falso confezionato nel XIV secolo per assicurare alcuni diritti alle famiglie nobili croate - hanno svolto un ruolo importante nel XIX secolo per la discussione sulla posizione della Croazia nei confronti dell'Ungheria, sotto il profilo del diritto statuale.
Nel 1526 - alla morte senza eredi diretti del re ungherese Luigi II nella battaglia di Mohács contro i turchi - l'imperatore Ferdinando I d'Asburgo, che ne aveva sposato la sorella Anna Jagellone, assunse il trono d'Ungheria e di Boemia. Iniziò così la lunga storia dell'impero austro-ungherese che alla metà del XIX secolo fu definito anche ufficialmente Austro-Ungarico.

### I tedeschi
La presenza di una popolazione germanofona nei territori dell'attuale Repubblica di Croazia è attestata fin dal Medioevo: per lo più all'epoca si trattava di feudatari che prendevano possesso dei propri territori o mercanti che costituivano nelle principali città dei propri fondaci. In seguito si crearono delle vere e proprie colonie tedesche, e germanofoni furono pure alcuni dei vescovi di Zagabria, che in tedesco prende il nome di Agram, derivante dalla stessa antica locuzione slava Za grab ("presso il vallo") da cui derivano sia il croato Zagreb, che l'ungherese Zágráb. Nel XVIII secolo gli Asburgo intrapresero un'intensa opera di colonizzazione dell'attuale Bačka, ma ciò comportò un aumento dell'intera popolazione germanofona nella regione, che diventò particolarmente presente sia nel territorio dell'attuale Croazia che nel territorio dell'attuale Serbia.

### La situazione in Dalmazia e in Istria
In tutti questi secoli, la storia della Dalmazia risulta in vario modo intrecciata con quella della Croazia continentale: abitata da popolazioni di ceppo latino che in seguito alle migrazioni avaro-slave dei secoli VII e VIII si erano ritirate nelle città della costa, venne contesa soprattutto dai veneziani (che fino al volgere del primo millennio si presentavano come legittimi rappresentanti dell'Impero bizantino, formalmente detentore della sovranità sulla regione), dagli ungheresi e dai croati stessi. Con la cessione dei diritti sulla Dalmazia del re Ladislao d'Ungheria (1409) la regione costiera dell'Adriatico orientale venne suddivisa principalmente in quattro zone: la parte nord (a sud della città di Fiume) era stabilmente inserita nel Regno di Croazia annesso all'Ungheria nei modi e nei tempi visti sopra; le isole e la parte centrale costituivano invece la Dalmazia veneziana; a sud di questa si trovavano i territori della Repubblica di Ragusa; ancora più a sud la zona delle Bocche di Cattaro, anch'esse veneziane col nome di Albania Veneta.
In Istria, invece, la presenza storica di una componente etnica neoromanza numericamente molto forte -dominante in quasi tutte le città fino alla fine della Seconda guerra mondiale- ha sempre fatto ricadere queste zone prevalentemente nell'alveo storico e culturale prima neoromanzo ed in seguito italiano, il che si riflette anche nel fatto che fino alla fine della Seconda guerra mondiale l'unica storiografia sull'Istria esistente era in lingua italiana.

### L'autoidentificazione nazionale
I territori che formano l'attuale Repubblica di Croazia rimasero quindi politicamente divisi per diversi secoli, sviluppando storie diverse, assimilando influenze diverse, sviluppando forme diverse di linguaggio e pure - per certi aspetti, delle religioni diverse: alcune zone della Dalmazia vennero infatti abitate da popolazioni ortodosse, che i veneziani chiamavano anche greci ma che in seguito furono detti serbo-ortodossi.
All'interno di questo quadro storico, le antiche popolazioni di ceppo slavo in maggioranza utilizzavano dei termini diversi per definire sé stessi: nel corso del Medioevo "Slavi" - alle volte in Dalmazia in opposizione a dalmati definiti "Latini" o "Romani" - alla quale definizione dal XVI al XVIII secolo si aggiunse "Illirici". Il termine "Croati", per quanto noto, era utilizzato in modo minoritario. Alcuni utilizzavano "Croati" per definire specificamente gli abitanti della Croazia storica, con ciò intendendo le terre interne del Regno di Croazia e del Regno della Slavonia, ad esclusione della Dalmazia. Dai documenti risulta invece che i ragusei chiamassero sé stessi in maniera assolutamente prevalente - appunto - "ragusei", addirittura distinguendo sé stessi dagli "Slavi", pur avendo perfetta coscienza e spessissimo perfetta conoscenza della lingua slava locale.
Ma fino all'imporsi delle lotte nazionali, la prevalente identità era semplicemente quella del luogo di origine: zaratino, spalatino, sebenicense e così via, in ciò riflettendo l'importante e lunga storia di autonomia comunale, che in Dalmazia e in Istria fu all'inizio il riflesso della contemporanea storia dei comuni della penisola italiana, successivamente mantenuta entro certi limiti lungo tutto il periodo di dominazione veneziana.

## La croatizzazione durante la dominazione austroungarica

### Il "Risorgimento nazionale croato"
Gli inizi del Risorgimento nazionale croato (o Rinascita nazionale o ancora Risorgimento popolare, in croato Hrvatski narodni preporod) e l'evoluzione della coscienza nazionale moderna si collocano nella prima metà del XIX secolo.
All'inizio della seconda dominazione austroungarica nella Dalmazia già veneziana e poi francese (gli austriaci ripresero possesso della regione fra il 1813 e il 1815), erano già iniziate le prime frizioni nazionali all'interno dell'Impero: nel 1784 l'imperatore Giuseppe II aveva promulgato una legge sulla graduale introduzione della lingua ufficiale tedesca al posto del latino anche in tutti i paesi della corona di Santo Stefano. La legge venne poi ritirata dopo la morte dell'imperatore nel 1790, tuttavia a quel punto la coscienza linguistica ungherese si era rafforzata, proprio per reazione a quell'intervento. Nel 1792 Francesco I dovette dare il suo beneplacito all'introduzione dell'ungherese come materia obbligatoria nelle scuole ungheresi, e facoltativa in Croazia. Nei decenni seguenti, gli ungheresi tentarono di imporre la loro lingua come ufficiale in tutti i paesi formalmente soggetti all'Ungheria, di conseguenza anche in Croazia.
Il 2 maggio 1843 Ivan Kukuljević Sakcinski, in seguito famoso come storico, tenne per la prima volta un discorso in croato di fronte alla dieta provinciale del Regno di Croazia e Slavonia. Il 29 luglio del 1845, il partito conservatore filoungherese Horvatsko-ugarska stranka (Partito croato-ungherese) vinse le contestatissime elezioni per l'assemblea della contea di Zagabria e nel corso delle successive manifestazioni di protesta i soldati spararono sulla folla causando dodici morti: le "vittime di luglio" diventarono, nella coscienza nazionale croata, i martiri del movimento illirista, che propugnava la creazione di una "grande Illiria" comprendente, oltre alla Croazia-Slavonia e alla Dalmazia, anche i territori sloveni e la Bosnia.
Lo scopo degli illiristi, fatto successivamente proprio dal nazionalismo croato, era la creazione della nazione croata attraverso il superamento della coscienza regionale nei singoli territori, mediante l'attenuazione delle barriere fra i ceti (nobiltà, borghesia, clero e popolazione contadina) e infine mediante l'uniformazione della lingua. Conseguentemente, la lotta croata per l'indipendenza nazionale è intrecciata con lo sviluppo della questione della lingua ed ha mantenuto un'attualità insolitamente viva anche per l'identità croata odierna.
Estremamente paradigmatica per la storia croata è in questi anni la vicenda personale della famosa poetessa ed educatrice Dragojla Jarnević (1812 - 1875), divenuta poi un vero e proprio simbolo della potente forza rinnovatrice del movimento illirista. Nata a Karlovac da una famiglia immersa nel milieu culturale germanofono, tipico delle classi più elevate di questa importante cittadina della Croazia, fin dalla prima infanzia tenne un proprio diario personale - inizialmente in lingua tedesca - all'interno del quale in una nota del 1836 segnalò che i suoi vicini iniziarono a voler parlare in croato, mentre fino a quel momento si erano rivolti a lei unicamente in tedesco: «Loro parlano di un certo illirismo e vogliono convincere me e mia sorella a rinunciare al tedesco. Come rinuncerò al tedesco, dato che io non parlo il croato; voglio dire in modo sufficiente per poter comunicare (...). Io non conosco (in croato) i termini per i miei pensieri e per i miei sentimenti (...). Schiller, Goethe e Körner mi sono più cari di tutto l'illirismo». Da questo momento ha inizio un percorso di cosciente, faticoso, lungo e sistematico tentativo di apprendere in età adulta la lingua croata come se fosse la prima, abbinandola ad un irresistibile desiderio di "croatizzarsi", che porta la giovane "Caroline Jarnević" a modificare financo il proprio nome di battesimo in "Dragojla", ed a riscrivere in croato in età matura tutte le centinaia di pagine compitate nella lingua tedesca della propria infanzia. In parallelo al "rimodellamento linguistico/nazionale" di Caroline/Dragojla Jarnević si può registrare il progressivo restringimento dell'uso della lingua tedesca in tutto il territorio oggi croato, contestuale ad una presa di coscienza nazionale - in maggioranza croata, ma anche in parte tedesca - precedentemente assai latente.
Un simile percorso si può registrare in quei decenni anche in Dalmazia ed in Istria, con la lingua italiana e la coscienza nazionale italiana al posto della lingua e della coscienza nazionale tedesca.
In Dalmazia la Repubblica di Venezia non aveva mai preso nessuna misura per romanizzarne la popolazione slava: alla Repubblica di Venezia era totalmente sconosciuto il concetto di lingua ufficiale dello Stato. Le cose cambiarono notevolmente durante il governo francese (1806-1814).
Il veneziano Vincenzo Dandolo, provveditore generale per la Dalmazia in quegli anni, alla fine del 1806 nel suo rapporto annuale a Napoleone consigliò la soppressione degli insegnamenti in lingua illirica nei seminari di Zara, Spalato e Priko, nei dintorni di Almissa, a favore dell'insegnamento in lingua italiana. A causa della distruzione delle carte del Dandolo nell'Archivio di Stato di Milano, non si sa se la paternità di tale idea fosse del Dandolo o del viceré di Dalmazia Eugenio di Beauharnais: ciononostante Dandolo fondò a Zara un liceo che aveva il carattere di scuola superiore, e nel complesso della Dalmazia sette ginnasi, diciannove scuole elementari maschili e quattordici femminili, tutte aventi come lingua d'insegnamento principale l'italiano. Nella storiografia di parte croata - nonostante un giudizio di fondo positivo - Vincenzo Dandolo ha quindi ormai assunto il ruolo di "principale italianizzatore dei croati della Dalmazia".
Gli austriaci non fecero altro che accettare la precedente decisione presa in epoca napoleonica, e perciò in tutte le terre dell'attuale Repubblica di Croazia il croato agli inizi del XIX secolo non era lingua ufficiale.
I croati hanno quindi creato un concetto di Risorgimento nazionale fortemente antagonista rispetto ai popoli con cui storicamente e geograficamente avevano rapporti: gli ungheresi, gli italiani ed - in parte - i tedeschi. A ciò si aggiunga come particolarità la presenza all'interno sia della Croazia che della Dalmazia di una forte componente nobiliare e mercantile la quale storicamente - nel momento in cui si elevava socialmente - tendeva ad identificarsi rispettivamente con gli ungheresi, gli italiani o i tedeschi: questo produsse l'idea per la quale ad una differenziazione di classe (povero/ricco) corrispondeva una differenziazione di utilizzo della lingua (slavo/non slavo), considerata come "acquisita" o "imposta". In pratica, anche le persone che nei vari decenni si erano chiaramente identificati come "italiani", "ungheresi" o "tedeschi" iniziarono ad essere considerati come recenti immigrati o come "croati assimilati". Vennero anche coniati dei nomi dispregiativi per indicare queste persone: mađaroni venivano chiamati i croati - veri o presunti - "magiarizzanti", mentre i veri o presunti croati "italianizzanti" venivano chiamati talijanaši.
Nei decenni finali del XIX secolo sono da situare anche le radici del successivo antagonismo fra serbi e croati: a fronte di un movimento jugoslavista, tendente a riunire tutti i popoli slavi del sud anche in considerazione del linguaggio quasi comune fra croati e serbi (comune pure agli abitanti di Bosnia), si svilupparono localmente delle polemiche di stampo nazionalista sull'appartenenza croata o serba di alcuni territori, in particolare - facendo sempre riferimento agli attuali confini della Repubblica di Croazia - sulle parti interne della Dalmazia centrale, su parte della Dalmazia meridionale, e segnatamente sulla città di Ragusa.

### Il periodo degli opposti nazionalismi

#### Premessa
Negli ultimo secolo di dominazione veneziana prese forma una Dalmazia diversa dalla precedente: i trattati di Carlowitz (1699) e di Passarowitz (1718) triplicarono l'estensione territoriale della Dalmazia veneta: tutto l'entroterra fino ai confini con le Alpi Dinariche - con i centri di Bencovazzo, Tenin, Dernis, Signo e Imoschi - passò sotto il controllo veneziano, così come la linea costiera a sud di Almissa. Fu una nuova Dalmazia, sul piano etnico, sociale e culturale, diversa da quella che per secoli era rimasta legata politicamente ed economicamente a Venezia. I veneziani non nutrivano alcuna preoccupazione riguardo all'identità nazionale dei sudditi acquisiti: ciò che importava era solo l'utilità economica e strategica dei nuovi territori.
Due realtà storiche e culturali profondamente differenti entrarono definitivamente in contatto e cominciarono a mescolarsi: quelle delle città costiere, abitate da popolazioni miste italiane e slave, e quella delle lande desolate dell'interno, già sottomesse ai turchi per due secoli ed abitate da pastori e contadini slavi o valacchi slavizzati (Morlacchi). Se nel 1650 la Dalmazia veneta contava 50 000 abitanti, nel 1718 era salita a 108.090, per raggiungere alla fine del Settecento la cifra di 288 320 abitanti. Purtuttavia, la progressiva slavizzazione delle società urbane della costa procedette senza alcun carattere di rivendicazione nazionale. Alcuni fatti fanno ritenere che continuasse a latitare la stessa autocoscienza nazionale delle popolazioni slave: quando il 16 luglio del 1797 sbarcarono a Traù le truppe croato-austriache al comando del generale croato Mate Rukavina per prendere possesso della città a nome dell'Imperatore, la popolazione slava rimase stupita a sentir parlare la propria lingua: "Accorso il popolo ad osservare non poco rimase maravigliato udindo parlare i soldati la stessa lingua ch'egli parlava, e che molti avevano i cognomi eguali a quelli de' Dalmati. Sotto il Governo veneto gli abitanti delle marine avevano più conoscenza degli Affricani, e degli Americani, che degli abitanti della Lika, coi quali, eccettuati i confinanti dei territori di Zara e Knin nessuna relazione avevano, e quasi ignoravano che vi esistessero Slavi al di là dei Veneti confini".
Si deve notare come nel XVIII secolo la Dalmazia veneziana fosse sul piano culturale e politico la regione balcanica più evoluta ed avanzata. Nei centri urbani era continuata ad esistere - come d'altro canto nei secoli precedenti - un'attività culturale autoctona che prese nel Settecento nuovo slancio e vigore. A Spalato e Zara operarono alcuni intellettuali dalmati bilingui o di lingua e cultura italiana, come Rados Antonio Michieli Vitturi, Leonardo Grussevich, Girolamo Bajamonti, che mostrarono la vitalità culturale della pur povera società dalmata: essi iniziarono il rinnovamento della tradizionale culturale municipale dalmata mettendola a contatto con le nuove idee illuministiche. L'identità nazionale di questi scrittori si fondava sul concetto di "nazione dalmatica", a sé stante sia rispetto al mondo italiano che a quello slavo, croato o serbo. L'idea di una nazione dalmatica fondeva e conciliava slavismo adriatico e italianità, permettendo di spiegare e giustificare sul piano intellettuale e politico la natura multietnica e multilingue della società urbana dalmata, e venne fatta propria e sviluppata nei primi quarant'anni del XIX secolo da alcuni dei principali intellettuali dalmati quali Niccolò Tommaseo, Francesco Carrara, Simeone Gliubich ed altri ancora. Proprio da questa tradizione culturale bilingue, municipalista e particolarista sorse e si sviluppò nei primi decenni del XIX secolo l'autonomismo liberale dalmata di Antonio Bajamonti e Luigi Lapenna. Significativamente, alcuni di questi intellettuali nel corso degli anni maturarono invece un'idea diversa, identificando sé stessi vuoi come italiani (Bajamonti su tutti) vuoi come croati (per esempio Gliubich, che da un certo momento in poi decise di firmarsi sempre Šime Ljubić).

#### I moti politici del 1848-49: gli eventi in Croazia e Slavonia
La rivoluzione in Croazia fu, nel suo sviluppo, strettamente legata agli eventi che si svolsero in Ungheria, a Vienna e a Praga, diventando immediatamente un importante strumento di integrazione nazionale.
All'interno dell'Impero Austroungarico le singole nazioni aspiravano all'autonomia, senza tuttavia rivendicare con questo un quadro statale indipendente (tranne che l'ultima fase della rivoluzione ungherese). Inevitabile fu quindi il contrasto fra le aspirazioni nazionali ungheresi e quelle croate: queste ultime venivano contrastate dagli ungheresi, che nel contempo attaccavano le posizioni centraliste dell'Impero.
Dopo i moti francesi, il parlamento ungherese aveva avanzato la richiesta di una Costituzione per l'Ungheria, che Ferdinando I concesse il 15 marzo 1848, ma pensando bene di riassegnare contemporaneamente l'incarico di bano (viceré) di Croazia - carica rimasta vacante fin dal 1845 - e conferendo alla Croazia stessa un governo proprio oltre alla dieta provinciale. Il 23 venne nominato bano il conte Josip Jelačić e due giorni dopo un'assemblea provinciale indetta da Ljudevit Gaj e Ivan Kukuljević lo elesse alla stessa carica per acclamazione, in modo che questi venne doppiamente legittimato.
L'assemblea del 25 marzo accolse la Narodna zahtijevanja, un catalogo di istanze nazionali del popolo slavo del regno triplice e uno, da presentare all'imperatore per la ratifica. L'istanza principale ai fini della storia della croatizzazione fu la richiesta dell'unificazione del Regno di Croazia e Slavonia col Regno di Dalmazia, nonché il loro governo da parte di un ministero a sé stante e dell'integrazione del Confine militare nelle strutture amministrative della Croazia. Questo "Regno triplice e uno" fu ed è la base di ogni rivendicazione nazionale croata (ad esclusione dell'Istria, rivendicata successivamente), e conteneva nei suoi confini minoranze di varia etnia: principalmente ungheresi, serbi, italiani e tedeschi.
Il 18 aprile il bano indisse le elezioni per il sabor, il parlamento provinciale. Per lasciare alla dieta provinciale la decisione su come gestire i rapporti con l'Ungheria, il 19 aprile Jelačić vietò a tutte le autorità croate qualsiasi contatto con le gerarchie ungheresi.
Mentre la Narodna zahtijevanja prevedeva il mantenimento del nesso con la corona ungherese, il neoeletto parlamento nella sua prima seduta (5 giugno) chiedeva la trasformazione dell'Impero in una federazione austro-slava, di cui un elemento sarebbe stato formato dalla Croazia-Slavonia assieme alla Dalmazia, al Confine militare, alla Voivodina e alla Slovenia.
Fino alla fine del mese l'atteggiamento di Vienna fu indeciso fra il sostenere l'autonomia croata di fronte all'Ungheria o cassarla per mitigare il conflitto austro-ungherese.
La situazione nei mesi seguenti fu estremamente convulsa: il 20 giugno Jelačić rivolse un appello alla fedeltà ai soldati del Confine militare, schierati in Italia settentrionale sul fronte piemontese. L'11 settembre l'esercito austro-croato - capeggiato proprio da Jelačić - entrò in territorio ungherese e avanzò verso Buda, ma venne arrestato il 29 settembre nella battaglia di Pákozd. Ritiratosi per riorganizzare le proprie truppe, il 6 ottobre Jelačić venne raggiunto dalla notizia di disordini rivoluzionari a Vienna e quindi ordinò alle sue truppe di prendere parte all'assedio della città. Gli ungheresi - accorsi in soccorso dei rivoluzionari - vennero sconfitti nella battaglia di Schwechat (30 ottobre), ma per piegarli definitivamente si dovette attendere l'agosto 1849, quando anche grazie all'aiuto dei russi le truppe imperiali ripresero pieno possesso dei territori del Regno d'Ungheria. Sanguinoso epilogo degli eventi fu la serie di impiccagioni dei capi politici e militari della rivolta, avvenuta ad Arad all'inizio di ottobre.
In conseguenza di tutto ciò, i croati guadagnarono grande riconoscenza nelle alte sfere viennesi, e il nuovo imperatore Francesco Giuseppe - salito al trono alla fine del 1848 - concesse una nuova costituzione che venne vista con favore in Croazia.
Ma il vento non tardò a cambiare: il 31 dicembre 1851 anche questa costituzione venne soppressa, essendo iniziato il periodo del Neoassolutismo, con un sostanziale nuovo accentramento dei poteri a Vienna. Ma Jelačić riuscì comunque ad ottenere una serie di misure molto importanti per la formazione dell'identità croata:
- Nel 1849 la nomina a vescovo di Đakovo di Josip Juraj Strossmayer, di orientamento liberale e gran promotore del risveglio della cultura croata
- Nel 1852 l'istituzione della Provincia Ecclesiastica per la Croazia-Slavonia e l'elevazione di Zagabria ad arcidiocesi, che portò la Croazia ad essere indipendente dall'Ungheria sotto il profilo del diritto canonico
- Nei primi anni cinquanta ebbe anche inizio una regolare programmazione teatrale in croato a Zagabria

La figura del bano Jelačić - fondamentale per la storia della Croazia - ha quindi fatto maturare delle memorie e delle riflessioni storiografiche completamente opposte: essendo la sua missione principale quella di promuovere il movimento nazionale croato, fu perciò alleato dei reazionari della corte imperiale ed avversario del movimento democratico a Vienna e in Ungheria. Per questo Jelačić è delineato in modo estremamente positivo nella memoria storica croata mentre presenta una connotazione negativa per quella ungherese.

#### I moti politici del 1848-49: gli eventi in Istria
Nei primi quarant'anni del XIX secolo l'Istria che aveva già conosciuto i primi focolai dei nascenti nazionalismi contrapposti: l'istituzione delle prime scuole popolari (elementari) in lingua tedesca aveva già fatto gridare alla germanizzazione degli italiani, ma sostanzialmente le masse popolari si disinteressavano in generale della politica. Il nascente movimento nazionale italiano si esprimeva soprattutto con le prime pubblicazioni a stampa, fra le quali si ricordano i periodici Favilla (1836-1846) e L'Istria (1846-1852).
Le notizie dei moti del 1848 in Italia e negli stessi territori dell'Impero causarono varie reazioni, che andavano dalla rinnovata espressione di fedeltà all'Austria a forme di aperta sedizione e di adesione agli ideali repubblicani della rinnovata Repubblica di San Marco di Daniele Manin e Niccolò Tommaseo. Contro i repubblicani (come allora venivano chiamati) dell'Istria ex-veneta (a maggioranza abitata da italianofoni), il governo austriaco pensò di creare dei corpi armati fra le popolazioni dell'Istria ex-austriaca (a maggioranza slava): i 950 uomini appartenenti alle guardie di finanza dovevano formare il nucleo iniziale di questi corpi, e il commissario di Pinguente si dichiarò pronto a scendere verso la costa con 2.000 Cicci (slavi della Carsia). Questi fatti contribuirono a creare fra le popolazioni italiane dell'Istria l'idea - enormemente sviluppatasi negli anni successivi - di un utilizzo austriaco delle masse slave in funzione antiitaliana.
L'apparizione al largo delle coste istriane delle navi della flotta napoletana e il timore di sbarchi o blocchi navali operati dalla risorta flotta veneziana, unitamente alle ricorrenti voci di possibili sommosse antiaustriache contribuirono ad inasprire le tensioni, tanto che il 6 giugno 1848 sul giornale ufficiale governativo L'Osservatore Triestino apparve un articolo ispirato dal governatore di Trieste Ferencz Gyulai, nel quale si affermava minacciosamente che "non mancherebbero i mezzi, a chi sapesse valersene, onde scuotere le masse slave istriane perché inveissero contro agli Italiani dell'Istria, e la più orrenda guerra civile ne sarebbe la fatale conseguenza". Poche settimane dopo, Gyulai pubblicò un proclama in lingua croata e slovena, nel quale si invitavano i popoli slavi dell'Istria e di Trieste a perseverare nella fedeltà all'Austria, opponendosi alle mene separatiste degli Italiani, ricordando che "il Litorale prima che i Veneziani se ne impossessassero era tutto slavo, e che Venezia l'aveva in parte italianizzato".
A seguito della rivolta ungherese e dei tumulti a Vienna, l'imperatore Ferdinando I fu costretto alla fuga dalla capitale (7 ottobre 1848). Due giorni dopo, scoppiò una rivolta anche a Trieste, con forti connotati filoitaliani. La successiva repressione poliziesca si estese anche all'Istria: il 22 dicembre venne annullata l'elezione a podestà di Pisino di Egidio Mrach, perché "appartenente al partito italiano radicale".
In immediata successione si presentò la questione della lingua d'insegnamento nelle scuole: di fronte alle autorità di Trieste che chiedevano un ginnasio italiano in città, il governo rispose negativamente, argomentando che "Trieste non era città italiana, ma città mista". L'osservazione, in sé ineccepibile tenuto conto della presenza storica in tutta la regione di popolazioni di diverse etnie, contribuì ad aumentare il sospetto di una deliberata politica governativa antiitaliana. Alla richiesta dei deputati istriani De Franceschi, Facchinetti e Madonizza di adottare nella regione la lingua italiana come ufficiale negli affari governativi, il ministro dell'interno Stadion rispose negativamente, adducendo il fatto che in Istria la nazionalità italiana costituiva la decisa minorità: 60.000 su un totale di 234 000 abitanti. Questa dichiarazione ministeriale provocò la protesta dei deputati istriani e di tutti i comuni a maggioranza italiana, e sorprendentemente pure di molti comuni slavi dell'Istria ex-veneta.

#### I moti politici del 1848-49: gli eventi a Fiume
Nella seconda metà di agosto del 1848 - nel pieno della rivoluzione ungherese - si presentò al governatore ungherese di Fiume János Nepomuk (Giovanni Nepomuceno) Erdödy una delegazione della Dieta zagabrese che lo invitò, a nome del bano croato Jelačić, a consegnargli il potere sulla città. Ottenuto un rifiuto, il 30 agosto avanzò da Susak alla conquista di Fiume un reggimento di croati alla guida del capitano Josip Bunjevac. La difesa della città era limitata alle sei compagnie della Guardia Nazionale al comando di Pietro Scarpa, per cui la municipalità - alla guida di Agostino Tosoni - cercò di prender tempo. Ma il giorno dopo i croati avanzarono, intimarono al governatore ungherese di andarsene entro ventiquattr'ore e in seguito emisero un proclama - firmato dal Bunjevac - nel quale fra l'altro si affermava: Confratelli (...) la Vostra libertà municipale nel senso delle patrie leggi e tutte le istituzioni civili, verranno conservate e mantenute in pieno vigore e vi sarà conservato l'uso della Vostra lingua italiana e verranno ugualmente rispettate tutte le nazionalità presenti (...).
Nel 1851 le autorità croate effettuarono una rilevazione etnica nel territorio di Fiume, con i seguenti risultati:
| Totale abitanti | Croati | Italiani | Ungheresi | Tedeschi |
| --------------- | ------ | -------- | --------- | -------- |
| 12.667          | 11.581 | 691      | 76        | 52       |

Questo censimento dà luogo tuttora a polemiche: da un lato la storiografia croata lo prende come assolutamente veritiero, nonché prova dell'italianizzazione di Fiume, registrata dai successivi censimenti Austroungarici, dall'altro invece gli storici italiani fanno notare che i modi dello svolgimento di questo censimento, il periodo in cui i suoi risultati vennero resi pubblici dallo scrittore e politico croato Franjo Rački - nel 1867, a ridosso della decisione imperiale di ritornare Fiume alla corona ungherese - e il fatto che né il Czoernig (direttore generale di statistica dell'Impero Austroungarico) né il Kobler (storico fiumano attentissimo cronista di tutto il periodo) ne parlino, fanno addirittura dubitare sulla effettiva modalità di effettuazione del censimento. D'altro canto, si fa notare che mentre nei censimenti austroungarici si suddivideva la popolazione per Lingua parlata o per Lingua materna, in questo caso la suddivisione fu diversa, e precisamente per Nazionalità. Ma per i croati, i fiumani che parlavano italiano in realtà erano croati che incidentalmente utilizzavano un'altra lingua nella quotidianità e che, in quanto tali, non potevano che essere definiti croati. Tale approccio etnico-storico fu segnalato dai non croati come uno dei principali segni della volontà di croatizzare un gruppo etnico, come si vedrà anche in seguito.

#### I moti politici del 1848-49: gli eventi in Dalmazia
Una prima parziale prefigurazione degli schieramenti politici che avrebbero caratterizzato la Dalmazia nella seconda metà dell'Ottocento si ebbe nel corso della crisi del 1848-49. All'interno del nascente liberalismo dalmata, sorto alla fine dello Stato assoluto nel marzo del 1848, si evidenziò una profonda divisione, dovuta al sorgere della questione nazionale: la richiesta dell'unione della Dalmazia alle altre "terre croate" creò consenso e dissenso, creando di fatto le due fazioni che si daranno battaglia sempre più aspra per parecchi lustri, identificandosi in partiti che avranno sempre più un connotato nazionale: italiani da una parte, slavi (croati e serbi, che per un certo periodo si divideranno fra enormi polemiche) dall'altra.
Di fronte alle rivendicazioni croate sulla Dalmazia avanzate da una delegazione croata al governo austriaco, una delegazione di studenti dalmati residenti a Vienna - capeggiati dallo spalatino Antonio Grubissich, direttore della Chiesa italiana della capitale e da alcuni dei futuri capi del Partito Autonomista come Luigi Lapenna, Giacomo Ghiglianovich e Girolamo Alesani - presentò una protesta all'indirizzo dell'imperatore, contestando il diritto dei croati di parlare a nome della Dalmazia.
I croati ritenevano esistere già storicamente un Regno triunitario di Dalmazia, Croazia e Slavonia riconosciuto legislativamente all'interno dell'Impero fin dal 1741, quando esso venne così definito da una legge del parlamento ungherese. Di questo Regno triunitario avrebbe fatto parte nominalmente anche la Dalmazia, allora dominio veneziano. Ma al momento dell'acquisizione territoriale della regione non erano stati posti in essere i passi necessari perché la Dalmazia istituzionalmente divenisse parte di questo Regno.
La costituzione austriaca del 25 aprile 1848 indicò però fra i Territori del Regno (Länder des Kaiserreiches) il Regno della Dalmazia (das Königreich Dalmatien) in maniera autonoma, costituzionalmente non collegato - quindi - con la Croazia.
La costituzione concessa il 4 marzo 1849 - nonostante venisse sospesa quasi immediatamente, di fatto non entrando mai in vigore, venendo infine ritirata - fu una pietra miliare nel dibattito relativo alla posizione della Dalmazia. All'art. 1 vi si dichiara che fra i Territori della Corona (Kronländer) costituenti il Regno d'Austria ci sono ...i Regni di Dalmazia, Croazia e Slavonia con la costiera croata, la città di Fiume e i territori ad essa appartenenti (...den Königreichen Dalmatien, Kroatien und Slavonien mit dem kroatischen Küstenlande, der Stadt Fiume und dem dazu gehörigen Gebiete), ma all'articolo 73 si affermò che Deputati della Dalmazia discuteranno con la Dieta di questi regni il piano e le condizioni per la loro unione e sottometteranno all'Imperatore il risultato delle loro deliberazioni per la sua sanzione (Abgeordnete aus Dalmatien werden mit der Landeskongregation dieser Königreiche unter Vermittlung der vollziehenden Reichsgewalt über den Anschluß und die Bedingungen desselben verhandeln und das Ergebnis der Sanktion des Kaisers unterziehen).
In tutto questo periodo si scatenò un dibattito sui giornali dalmati che durò più di un anno: il riaffermarsi dell'assolutismo portò alla fine di ogni libertà di stampa e di ogni possibile azione politica pluralista. In nuce iniziano ad apparire alcune delle tematiche tipiche degli anni successivi: da un lato le dichiarazioni degli autonomisti sul carattere peculiare della Dalmazia che l'avrebbe resa una terra diversa rispetto alla Croazia continentale, dall'altra gli attacchi dei nazionalisti croati, che si chiedono quale sia la natura dell'esistenza di un autonomismo dalmata.

#### Dal neoassolutismo alla fine del XIX secolo. La situazione in Croazia e Slavonia
Il "Neoassolutismo bachiano" nell'Impero asburgico, proclamato il 1º gennaio 1852, prendeva il nome dal ministro Alexander Bach e sarebbe dovuto servire a vincolare nuovamente la società allo Stato dopo i moti del 1848-1849, rendendo inoffensivi, per quanto possibile, i movimenti nazionali. I principi guida del Neoassolutismo erano la centralizzazione, l'unificazione e la germanizzazione.
Il potere legislativo ed esecutivo vennero riuniti nuovamente nelle mani dell'amministrazione centrale viennese, mentre le diete provinciali e il parlamento viennese rimasero sospesi. In Croazia, al posto del consiglio del banato, costituito nel 1849 come governo del paese, venne attivata nel 1852 la luogotenenza, che rappresentava il potere centrale.
La lingua unitaria dell'amministrazione divenne il tedesco, e così in tutta la Croazia, così come in Dalmazia, affluirono numerosi funzionari tedeschi o comunque germanofoni, soprattutto cechi e sloveni. Insieme ai funzionari locali, essi costituivano, secondo l'opinione popolare, l'esercito degli "ussari di Bach".
Nel 1848 le truppe di Jelačić avevano occupato militarmente il Međimurje - appartenente all'Ungheria da secoli - e ne avevano dichiarato l'annessione alla Croazia. Tale annessione rimase in vigore anche per il periodo del Neoassolutismo.
La sconfitta militare subita dall'Austria in Italia nel 1859 ad opera dell'alleanza franco-piemontese costringe l'imperatore Francesco Giuseppe ad abbandonare il sistema di governo assolutista, ma nel contempo sembra mettere in discussione la legittimità stessa della monarchia asburgica, suscitando moti nazionalistici interni, alimentati anche dai nemici esterni dell'Impero.
Fin dal 1859 Cavour aveva intrecciato rapporti con gli esponenti più intransigenti del nazionalismo liberale ungherese - Kossuth e Klapka, esuli in Francia - e con i governi serbo e romeno, cercando di organizzare delle insurrezioni nella pianura danubiana.
Sulla spinta di tali eventi, l'imperatore emana la Patente del 5 marzo 1860, con la quale venne costituito il Consiglio dell'Impero, in gran parte costituito da consiglieri di nomina imperiale, alcuni dei quali in rappresentanza delle varie province. Il Consiglio ricevette dei generici poteri consultivi, il diritto di porre veti su nuovi tributi e quello di preparare un progetto di una nuova costituzione, ed operò fra la fine di maggio e il 28 settembre del 1860.
In seguito alla sconfitta austriaca nella terza guerra di indipendenza e alla conseguente perdita del Veneto, l'imperatore Francesco Giuseppe enuncia chiaramente la sua politica anti-italiana al Consiglio dei ministri austriaco il 12 novembre 1866, ordinando di "opporsi in modo risolutivo all'influsso dell'elemento italiano ancora presente in alcuni Kronländer, e di mirare alla germanizzazione o slavizzazione - a seconda delle circostanze - delle zone in questione con tutte le energie e senza alcun riguardo, mediante un adeguato affidamento di incarichi a magistrati, politici ed insegnanti, nonché attraverso l'influenza della stampa in Tirolo meridionale, Dalmazia e Litorale Adriatico."

#### Dal neoassolutismo alla fine del XIX secolo. La situazione in Dalmazia
Gli anni che passano fra i moti del 1849 e la seconda guerra di indipendenza vedono sostanzialmente una cristallizzazione delle posizioni contrapposte fra autonomisti e unionisti dalmati: la cappa della censura da un lato placa la situazione, dall'altra impedisce un libero scambio d'idee.
Secondo i dati degli annuari e dei censimenti austriaci, la lingua italiana era parlata in Dalmazia nelle seguenti percentuali:
| Data | Totale italofoni | %     |
| ---- | ---------------- | ----- |
| 1845 | ND               | 19,7% |
| 1865 | 55.020           | 12,5% |
| 1869 | 44.880           | 10,8% |
| 1880 | 27.305           | 5,8%  |
| 1890 | 16.000           | 3,1%  |
| 1900 | 15.279           | 2,6%  |
| 1910 | 18.028           | 2,7%  |

A spiegazione della fortissima riduzione di quasi dieci punti percentuali fra il primo e l'ultimo dato ci sono vari aspetti da tenere in considerazione.
In primo luogo proprio la nascita del sentimento nazionale croato, che aveva fatto percepire la propria identità nazionale a persone che precedentemente - utilizzando nella quotidianità la lingua italiana o il veneto-dalmata - non ritenevano di doversi porre questioni di appartenenza etnica.
Si è avuta anche però una forte pressione assimilatrice nei confronti degli italiani, realizzatasi con la scomparsa delle scuole in lingua italiana ed altre misure ancora.  nuovomonitorenapoletano.it,  http://www.nuovomonitorenapoletano.it/index.php?option=com_content&view=article&id=1339:l-agonia-della-dalmazia-italiana-sotto-francesco-giuseppe&catid=85:storia-del-risorgimento&Itemid=28.

#### Dal neoassolutismo alla fine del XIX secolo. La situazione in Istria
Il seguente elenco compara i dati dei censimenti austriaci del 1880 e del 1910, relativamente ad alcuni comuni istriani che videro ridotta la percentuale di italofoni di oltre 10 punti percentuali sul totale.
| Albona | Totale | Italiani | %     | Croati | %     | Sloveni | %    | Altri o ND | %    |
| ------ | ------ | -------- | ----- | ------ | ----- | ------- | ---- | ---------- | ---- |
| 1880   | 9.221  | 3.004    | 32,58 | 5.914  | 64,14 | 119     | 1,29 | 184        | 2,00 |
| 1910   | 12.028 | 1.767    | 14,69 | 9.998  | 83,12 | 151     | 1,26 | 112        | 0,93 |

| Bogliuno | Totale | Italiani | %     | Croati | %     | Sloveni | %    | Altri o ND | %    |
| -------- | ------ | -------- | ----- | ------ | ----- | ------- | ---- | ---------- | ---- |
| 1880     | 3.231  | 476      | 14,73 | 2.735  | 84,65 | 8       | 0,25 | 12         | 0,37 |
| 1910     | 3.261  | 18       | 0,55  | 3.221  | 98,77 | 14      | 0,43 | 8          | 0,25 |

| Fianona | Totale | Italiani | %     | Croati | %     | Sloveni | %    | Altri o ND | %     |
| ------- | ------ | -------- | ----- | ------ | ----- | ------- | ---- | ---------- | ----- |
| 1880    | 4.851  | 1.489    | 30,69 | 3.337  | 68,79 | 0       | 0,00 | 25         | 0,52  |
| 1910    | 5.683  | 629      | 11,07 | 4.141  | 72,87 | 15      | 0,26 | 898        | 15,80 |

| Grisignana | Totale | Italiani | %     | Croati | %     | Sloveni | %    | Altri o ND | %    |
| ---------- | ------ | -------- | ----- | ------ | ----- | ------- | ---- | ---------- | ---- |
| 1880       | 3.603  | 3.579    | 99,33 | 1      | 0,03  | 10      | 0,28 | 13         | 0,36 |
| 1910       | 4.028  | 2.903    | 72,07 | 1.064  | 26,42 | 32      | 0,79 | 29         | 0,72 |

| Montona | Totale | Italiani | %     | Croati | %     | Sloveni | %     | Altri o ND | %    |
| ------- | ------ | -------- | ----- | ------ | ----- | ------- | ----- | ---------- | ---- |
| 1880    | 5.079  | 3.856    | 75,92 | 1.203  | 23,69 | 0       | 0,00  | 20         | 0,39 |
| 1910    | 6.276  | 2.052    | 32,70 | 3.147  | 50,14 | 1.042   | 16,60 | 35         | 0,56 |

| Parenzo | Totale | Italiani | %     | Croati | %     | Sloveni | %     | Altri o ND | %    |
| ------- | ------ | -------- | ----- | ------ | ----- | ------- | ----- | ---------- | ---- |
| 1880    | 7.368  | 6.329    | 85,90 | 0      | 0,00  | 919     | 12,47 | 120        | 1,63 |
| 1910    | 12.532 | 8.223    | 65,62 | 3.950  | 31,52 | 1       | 0,01  | 358        | 2,86 |

| Pinguente | Totale | Italiani | %     | Croati | %     | Sloveni | %     | Altri o ND | %    |
| --------- | ------ | -------- | ----- | ------ | ----- | ------- | ----- | ---------- | ---- |
| 1880      | 13.993 | 5.465    | 39,06 | 4.858  | 34,72 | 3.626   | 25,91 | 44         | 0,31 |
| 1910      | 16.957 | 658      | 3,88  | 14.164 | 83,53 | 2.105   | 12,41 | 30         | 0,18 |

| Visignano d'Istria | Totale | Italiani | %     | Croati | %     | Sloveni | %     | Altri o ND | %    |
| ------------------ | ------ | -------- | ----- | ------ | ----- | ------- | ----- | ---------- | ---- |
| 1880               | 3.309  | 2.051    | 61,98 | 0      | 0,00  | 1.209   | 36,54 | 49         | 1,48 |
| 1910               | 5.089  | 2.421    | 47,57 | 2.566  | 50,42 | 5       | 0,10  | 97         | 1,91 |

Più in generale, fra il 1880 e il 1910 28 comuni istriani videro la diminuzione percentuale degli italofoni:
- Albona (dal 32,58% al 14,69%), Antignana (dal 3,30% al 2,00%)
- Barbana d'Istria (dal 4,37% al 2,29%), Bogliuno (dal 14,73% allo 0,55%), Buie d'Istria (dal 95,26% al 90,80%)
- Capodistria (dall'80,18% al 75,87%), Castelnuovo d'Istria (dallo 0,52% allo 0,10%), Cittanova d'Istria (dal 97,84% al 91,69%)
- Fianona (dal 30,69% all'11,07%)
- Gimino (dall'8,12% al 2,73%), Grisignana (dal 99,33% al 72,07%)
- Isola d'Istria (dall'81,09% al 73,45%)
- Maresego (dall'1,11% allo 0,00%)*, Matteria (dallo 0,06% allo 0,00%), Montona (dal 75,92% al 32,70%), Moschiena (dal 4,54% allo 0,38%)*
- Occisla-San Pietro (dallo 0,27% allo 0,15%)*
- Parenzo (dall'85,90% al 65,62%), Pinguente (dal 39,06% al 3,88%), Pirano (dall'80,93% all'80,03%), Pisino (dal 15,58% al 7,82%), Pola (dal 46,38% al 43,55%)
- Rovigno d'Istria (dal 95,95% all'88,12%), Rozzo (dal 7,31% al 6,33%)
- San Dorligo-Dolina (dallo 0,17% allo 0,02%)
- Villa Decani (dallo 0,65% allo 0,14%), Visignano d'Istria (dal 61,98% al 47,57%), Volosca-Abbazia (dal 27,57% al 3,59%).

Nello stesso periodo, aumentarono la percentuale di italofoni i seguenti 13 comuni istriani:
- Apriano (da 0,00% a 0,70%)
- Canfanaro (da 6,23% a 23,43%), Castua-Mattuglie (dallo 0,08% allo 0,40%)
- Dignano d'Istria (dal 45,99% al 55,05%)
- Laurana (dal 2,73% al 14,20%)
- Muggia (dal 61,80% al 74,89%)
- Orsera (dal 42,08% al 46,50%)
- Paugnano-Monte di Capodistria (dallo 0,17% al 16,55%), Portole (dal 63,37% al 65,92%)
- Sanvincenti (dal 16,72% al 19,32%)**
- Umago (dal 90,97% al 92,07%)
- Valle d'Istria (dall'80,62% al 92,28%), Verteneglio (dall'85,86% al 98,45%)

* - Il comune venne costituito in seguito. Il confronto è fra il 1900 e il 1910

** - Il comune venne costituito in seguito. Il confronto è fra il 1890 e il 1910

NB - Nel comune di Elsane la percentuale di italofoni fra il 1880 e il 1910 rimase invariata allo 0,00%

## La croatizzazione durante il Regno di Jugoslavia
Gli italiani rimasti nel Regno di Jugoslavia dopo la Grande Guerra hanno avuto un accentuato processo di assimilazione. Questo processo è stato "schiacciante" specialmente in Dalmazia, dove nel 1845 i censimenti austriaci registravano quasi il 20% di Italiani, mentre nel 1910 erano ridotti a circa il 2,7% ed ora sono appena 500 concentrati a Zara.
Infatti gli abitanti di lingua italiana sono praticamente scomparsi dalle isole della Dalmazia centrale e meridionale durante il governo di Tito, mentre ai tempi del Risorgimento vi erano piccole percentuali di italiani a Lissa (352 cioè 4% dei 8674 nel 1890, e 92 cioè 1% dei 10.107 nel 1910) ed in altre isole dalmate.
Anche nelle città dalmate si ebbe una scomparsa simile: per esempio a Spalato, la città del "difensore dell'italianità" Antonio Bajamonti, nel 1910 vi erano 2 082 abitanti di lingua d'uso italiana (circa il 10% della popolazione della città propria e 7,5% nel comune), mentre oggi ne resta appena una sparuta decina intorno alla locale Comunità degli Italiani.
Comunque a Lagosta (detta in croato Lastovo), che appartenne al Regno d'Italia dal 1919 al 1947, ancora oggi vi sono alcune famiglie italo-croate non completamente croatizzate.
| Aree e Regioni                                          | Serbo o croato | Sloveno   | Italiano | Tedesco | Ceco e slovacco | Turco   | Ungherese | Arnauti (albanese) |
| ------------------------------------------------------- | -------------- | --------- | -------- | ------- | --------------- | ------- | --------- | ------------------ |
| Serbia                                                  | 3.339.329      | 3.625     | 503      | 5.969   | 2.801           | 149.210 | 2.532     | 420.473            |
| Montenegro                                              | 181.989        | 55        | 40       | 39      | 40              | 108     | 17        | 16.838             |
| Bosnia Erzegovina                                       | 1.826.657      | 4.682     | 1.762    | 16.471  | 6.377           | 231     | 2.577     | 626                |
| Croazia, Dalmazia, Slavonia, Međimurje, Veglia e Castua | 2.437.858      | 23.260    | 9.365    | 124.156 | 54.344          | 300     | 71.928    | 652                |
| Slovenia e Prekmurje                                    | 11.898         | 980.222   | 701      | 41.514  | 2.941           | 237     | 14.429    | 103                |
| Banato, Bačka e Baranja                                 | 502.415        | 7.105     | 183      | 316.519 | 48.666          | 193     | 376.107   | 761                |
| Regno di Jugoslavia                                     | 8.911.509      | 1.019.997 | 12.553   | 505.790 | 115.532         | 150.322 | 467.658   | 439.657            |

Fonte: E.Giuricin, I censimenti jugoslavi in AA. VV., La Comunità Nazionale Italiana nei censimenti jugoslavi. 1945-1991, Unione Italiana di Fiume - Università Popolare di Trieste, Trieste-Rovigno 2001, p. 30

## Elenco di persone volontariamente croatizzatesi
- Dimitrija Demeter, scrittore e drammaturgo, di famiglia di origini valacche aromene
- Dragutin Gorjanović-Kramberger, geologo, paleontologo e archeologo, di famiglia tedesca, aggiunse il cognome Gorjanović a Kramberger
- Vatroslav Lisinski, compositore, il suo nome originale era Ignaz Fuchs. Il nome croato è la traduzione dell'originale (letteralmente Ignazio Volpe)
- Vladko Maček, leader dei croati nel Regno di Jugoslavia dopo Stjepan Radić, nato in una famiglia sloveno-ceca
- Vlaho Bukovac, pittore dalmata, nato Biagio Faggioni da una famiglia italiana ed italofona di Ragusavecchia, in età adulta modificò il suo cognome con una traduzione letterale in croato
- Lovro Monti, politico, podestà di Tenin, fu uno dei capi del movimento nazionalista croato in Dalmazia. Di famiglia italiana, venne battezzato col nome Lorenzo, che modificò in età adulta quando aderì all'illirismo ed al partito unionista croato
- Ivan Zajc, musicista e compositore, nacque a Fiume da famiglia di origini tedesche e ceche, venne battezzato come Giovanni de Zaytz, adottando il nome croato in età adulta, dopo aver adottato la versione austriaca Johann von Seitz a Vienna
- Franjo Nefat, primo amministratore jugoslavo della città di Pola, nato da famiglia italiana con il nome di Francesco Neffat, croatizzò il nome nel 1945
- Slavoljub Eduard Penkala, inventore di origini olandesi/polacche, croatizzò l'ortografia del cognome Pękała e aggiunse il nome Slavoljub per croatizzarsi
- Petar Preradović, generale austriaco e poeta del Movimento Illirico, era di famiglia serba, passata alla confessione cattolica
- August Šenoa, scrittore e poeta, di famiglia ceco-tedesca. I suoi genitori - pur vivendo a Zagabria - non impararono mai il croato. Il suo cognome originale era Schönoa
- Bogoslav Šulek, lessicografo e grammatico, fu originariamente lo slovacco Bohuslav Šulek
- Stanko Vraz, poeta e scrittore, nacque in Slovenia col nome Jakob Frass
- Ljudevit Vukotinović, poeta e scrittore, tradusse il proprio cognome originale ungherese Farkas (in italiano Lupo), nel corrispondente croato (vuk = lupo) e il nome Lajos (Lodovico) sempre nel corrispondente croato Ljudevit